# Nguyễn Trần Trung Quân
Nguyễn Trần Trung Quân (Hanói, Vietnam, 16 de noviembre de 1992) es un cantante y productor vietnamita, representado por AD Production. Graduado de la Academia Nacional de Música de Vietnam, Nguyễn se interesó en la música desde muy temprana edad y comenzó su carrera participando en diversas competiciones de canto. Debutó con el lanzamiento de su primer álbum de estudio, Khởi hành, el 16 de octubre de 2014.
El álbum recibió en su mayoría críticas positivas, así como también una serie de premios y nominaciones, incluyendo dos Dedication Music Award en las categorías de "álbum del año" y "mejor artista nuevo". En 2019, Nguyễn lanzó su sencillo Tự tâm, por el cual obtuvo un gran reconocimiento no solo a nivel nacional, sino también a nivel internacional.

## Discografía

### Álbumes
- Khởi hành (2014)

### Sencillos
- Giáng sinh yên bình (2013)
- Một người tôi luôn kiếm tìm (2012)
- Nơi ta bắt đầu - con Huyền Sambi (2012)
- Gió mùa về (2013)
- Chạm (2013)
- Trôi (2013)
- Diva's cover (2013)
- Gọi anh - con Bảo Trâm Idol (2013)
- Nghiêng (2014)[7]
- Ngày khát (2015)
- Mẹ yêu - con Erik (2016)
- Trong trí nhớ của anh (2018)
- Màu nước mắt (2018)
- Tự tâm (2019)
- Canh ba (2020)